# Sichevița
Sichevița – wieś w Rumunii, w okręgu Caraș-Severin, w gminie Sichevița. W 2011 roku liczyła 1256 mieszkańców. 